# Platygymnopa
Platygymnopa is een vliegengeslacht uit de familie van de oevervliegen (Ephydridae).

## Soorten
- P. helicis Wirth, 1971